# 大埔永安石板橋
大埔永安石板橋位於台灣宜蘭縣，長約14公尺，寬約1公尺。是通蘭古道南路的必經橋樑，連結羅東與利澤簡。1999年4月2日公告為縣定古蹟。

## 引用資料
1. ↑  . 文化部文化資產局. （原始内容存档于2019-05-19）.